# Алеут (минный транспорт, 1885)
«Алеут» — минный транспорт Российского императорского флота. По большей части использовался для несения патрульной службы и в качестве гидрографического судна.

## Особенности конструкции
Парусно-винтовая шхуна водоизмещением 842 тонны, длина судна составляла 49,9 метра, ширина 9,4 метра, а осадка 3,5 метра. На шхуне была установлена одна вертикальная 2-цилиндровая паровая машина тройного расширения и 2 паровых котла, в качестве движителя помимо парусов использовался один гребной винт. Скорость судна могла достигать 11,9 узлов. Вооружение судна состояло из 4-х пятиствольных 37-миллиметровых пушек системы Гочкиса, также боекомплект включал до 250 мин заграждения.
Якорные мины заграждения размещались в трюме, для их выгрузки предназначались четыре палубных крана. «Алеут» не мог ставить мины на ходу, минные постановки производились при помощи плотиков. Весной 1909 года был переоборудован в заградитель для постановки мин путём сбрасывания с рельсовых дорожек на ходу.

## История службы
По распоряжению управляющего морским министерством вице-адмирала И. А. Шестакова в Норвегии было заказано «военное судно с морскими качествами — специальный военный транспорт» для минной обороны Владивостокского военного порта. В мирное время корабль предполагалось использовать в качестве грузового судна, а в военное — в качестве минного депо. В действительности использовался, в основном, для прибрежного крейсерства, охраны котиковых промыслов и гидрографических работ.
Судно было заложено в конце 1885 года в Ньюландскверфте (Христиания), спущено на воду 1 (13) июля 1886 года и в конце того же года вступило в строй. С 7 декабря 1886 года по 6 июня 1887 — под командованием капитана 2-го ранга А. Н. Паренаго прибыл во Владивосток и был включён в состав Сибирской флотилии.
В 1887 году под командованием капитана 2-го ранга И. И. Подъяпольского совершил дальнее плавание в Берингово море, посетив бухту Провидения, бухту Архангела Гавриила, Петропавловский Порт, остров Тюлений, Корсаковский пост и вернулся во Владивосток. Весна 1888 года был назначен в распоряжение командира отряда миноносок и минной партии капитана 2-го ранга П. М. Токаревского. С сентября по 10 (22) октября 1888 года находился в плавании в Охотском море.
В 1889 году зачислен в отряд миноносок Сибирской флотилии в качестве минного транспорта. В кампанию этого года выходил в плавания в Тихий океан.
В кампанию 1890 года под командованием капитана 2-го ранга В. Ф. Брандта ходил с караулом к острову Тюлений. В следующем 1891 году был назначен в партию минного заграждения, принимал участие в установке заграждений в заливе Петра Великого, а 29 июня (11 июля) 1891 года под командованием капитана 2-го ранга В. И. Лебедева в северном плавании для охраны побережья. Во время манёвров по охране Командорских островов получил пробоину и вынужден был уйти в Петропавловский Порт. После починки направился в Анадырь, а затем во Владивосток.
В 1892 году был переквалифицирован в транспорт.
В кампанию 1893 года совершал плавания во внутренних водах, в том числе совместно с пароходом «Россия» принимал участие в спасательных работах севшего 28 апреля (10 мая) 1893 года на камни у порта Лазарева корвета «Витязь». На борт «России» и «Алеута» были погружены артиллерия и судовое имущество.
В кампании 1895 и 1896 годов выходил в плавания во внутренних водах. При этом в 1896 году командир шхуныбыл награждён орденом Святой Анны III степени, ему была пожалована медаль в память царствования императора Александра III и с 28 марта (9 апреля) 1896 года назначено прибавочное жалование 217 рублей 50 копеек за первые пять лет службы в Приморской области. В 1898 году совершала плавания во внутренних водах.
Во время Русско-японской войны из состава Сибирской военной флотилии был создан оборонительный отряд Владивостока под командованием командира Владивостокского порта контр-адмирала Н. А. Гаупта. В оборонительный отряд были включены отряд миноносцев под командованием капитана 1-го ранга Я. И. Подъяпольского и отряд транспортов под командованием капитана 2-го ранга Н. К. Тундермана. На 1 марта 1904 года отряд транспортов состоял из транспортов «Алеут» (капитан 2-го ранга Н. К. Тундерман), «Камчадал» (капитан 2-го ранга А. А. Рюмин), «Якут» (капитан 2-го ранга А. А. Балк), «Тунгуз» (под командованием командира «Якута»), «Надёжный» (бывший ледокол) (Корпуса флотских штурманов подполковник С. С. Чихачёв)
Весной 1909 года переоборудован в минный заградитель с установкой рельсов для установки мин на ходу. В кампанию 1912 года вновь переквалифицирован в транспорт и сдан к порту.
В 1917 году передан Добровольному флоту и совершал рейсы у Приморского побережья. В 1919 году продан судовладельцу С. З. Жебровскому и впоследствии использовался как товаро-пассажирский пароход под прежним наименованием с припиской к Владивостоку. В 1921 году пароход был арендован графом Г. Г. Кейзерлингом, отремонтирован в Шанхае и весной 1922 года поставлен на обслуживание приморских линий. 1 декабря 1924 года — национализирован, затем включён в состав Добровольного флота и получил приписку к Владивостокскому торговому порту под № 64. 3 июня 1925 года в связи с прекращением деятельности Добровольного флота вошел в число судов Дальневосточной главной конторы АО «Совторгфлот». 26 апреля 1929 года из-за плохого технического состояния исключён из списка судов АО «Совторгфлот» и впоследствии сдан на слом.

## Экипаж

### Командиры
Командирами судна «Алеут» в составе Российского императорского флота в разное время служили:
- ??.??.1886—??.??.1887 капитан 2-го ранга Паренаго Александр Николаевич[11]
- ??.??.1887—??.??.1888 капитан 2-го ранга Подъяпольский Иван Иванович[12]
- 14.01.1889—??.??.1891 капитан 2-го ранга Брандт Виктор Фёдорович[13]
- ??.??.1891—??.??.1892 капитан 2-го ранга В. И. Лебедев
- ??.??.1892—??.??.1894 капитан 2-го ранга Подъяпольский Яков Иванович[14]
- ??.??.1895—??.??.1896 капитан 2-го ранга Бойсман Василий Арсеньевич[8]
- 07.02.1898 капитан 2-го ранга Волчаский Юлиан Казимирович[15]
- ??.??.1901—??.??.1903 капитан 2-го ранга Балк Александр Александрович[16]
- 12.01.1904—??.??.1904 капитан 2-го ранга Тундерман Николай Карлович

### Старшие офицеры
- ??.??.1887—??.??.1889 лейтенант А. А. Гинтер[17]

### Другие должности
- ??.??.1886—??.??.1887 минный офицер лейтенант В. А. Бойсман[8]
- 1887 год минный офицер Митрофан Александрович Бронницкий[18]
- ??.??.1890—01.10.1890 вахтенный начальник мичман А. А. Корнильев
- ??.??.1900—??.??.1902 штурманский офицер КФШ лейтенант М. Е. Чепелев
- 11.05.1890—24.10.1890, 27.02.1891—05.11.1891, 05.03.1894—10.10.1894 минный офицер лейтенант Н. А. Сакс[19]
- c 10.11.1891 минный офицер лейтенант И. Н. Лебедев[20]
- с 4.6.1894 минный офицер лейтенант Е. М. Погорельский[21]
- 14.03.1894—20.03.1895 штурманский офицер лейтенант А. А. Корнильев
- ??.??.1896—??.??.1896 штурманский офицер мичман Н. М. Белкин[22]
- 18.05.1899—17.07.1899 вахтенный начальник мичман А. П. Штер
- 05.04.1903—27.11.1903 судовой врач П. И. Гомзяков
- ??.??.1904—??.??.1904 лейтенант В. К Неупокоев
- ??.??.1???—??.??.1??? М. К. Бахирев
- 29.06.1905—28.09.1906 артиллерийский офицер лейтенант Павел Петрович Винокуров

## Память
В честь транспорта «Алеут» названы:
- бухта Алеут (Японское море, Залив Петра Великого,  бухта нанесена на карту в 1854 году офицером фрегата «Паллада» и названа в 1894 году в честь транспорта «Алеут», на котором производились гидрографические работы в заливе Петра Великого)[23];
- камень Алеут (Берингово море, Командорские острова, назван в 1890-х годах в честь транспорта «Алеут», экипажем которого было определено его положение)[23];
- мыс Алеут (Японское море, Залив Петра Великого, название присвоено в 1895 году)[23].